# Didemnum molle
Didemnum molle är en sjöpungsart som först beskrevs av William Abbott Herdman 1866.  Didemnum molle ingår i släktet Didemnum och familjen Didemnidae. Inga underarter finns listade i Catalogue of Life.